# Ignaz Heger

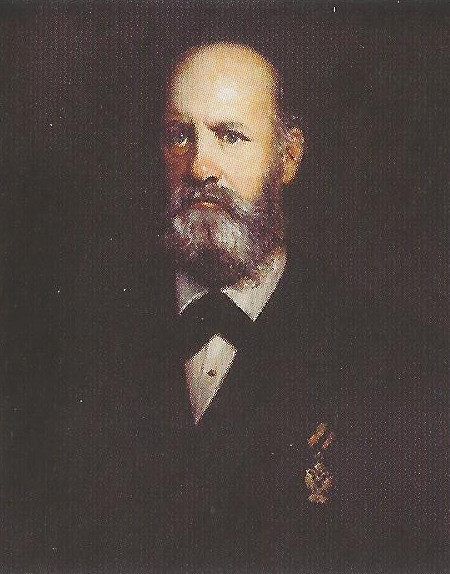
Ignaz Heger, Gemälde von Wenzel Ottokar Noltsch (1880)

Ignaz Heger (* 24. November 1824 in Wien; † 13. Dezember 1880 ebenda) war ein österreichischer Mediziner, Techniker und Hochschullehrer. Er war Rektor der Technischen Hochschule Wien.

## Leben
Ignaz Heger studierte Philosophie und Medizin an der Universität Wien, wo er 1848 zum Dr. med. promovierte. Nach dem Studium arbeitete er zunächst als Arzt an verschiedenen Wiener Anstalten. Nebenbei widmete er sich mathematischen sowie analytisch-mechanischen Studien. Ab 1853 war er als Adjunkt an der Lehrkanzel für höhere Mathematik der Universität Wien tätig. 1865 wurde er zum ordentlichen Professor der Mechanischen Technologie an das k.k. Polytechnische Institut berufen. 
In den Studienjahren 1875/76 und 1876/77 leitete er in Nachfolge von Karl Jenny als Dekan die Maschinenbauschule, im Studienjahr 1877/78 wurde er zum Rektor der Technischen Hochschule Wien gewählt. Während seines Rektorats wurde eine neue Prüfungsordnung mit einer (nicht verpflichtenden) Staatsprüfung als Studienabschluss eingeführt.
Heger war korrespondierendes Mitglied der Kaiserlichen Akademie der Wissenschaften sowie Mitglied der k.k. Central-Eichungskommission und der Weltausstellungs-Kommission.

## Publikationen (Auswahl)
- 1856/57: Auflösungsmethode für algebraische Buchstabengleichungen mit einer einzigen unabhängigen Buchstabengröße, Denkschriften Wien, mathematisch-naturwissenschaftliche Klasse, Band 12 1856/II, S. 109 ff. und Band 13 1857/II, S. 143 ff.
- 1858: Über die Auflösung eines Systems von mehreren unbestimmten Gleichungen des ersten Grades in ganzen Zahlen, Denkschriften Wien, mathematisch-naturwissenschaftliche Klasse, Band 14, 1858/II, S. 1 ff.